# 塔內拉莫爾島

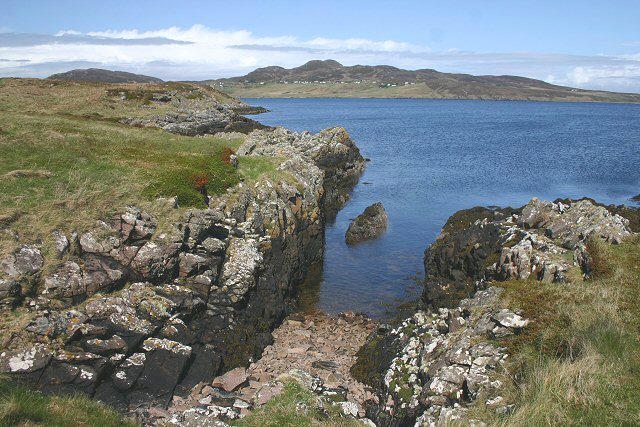

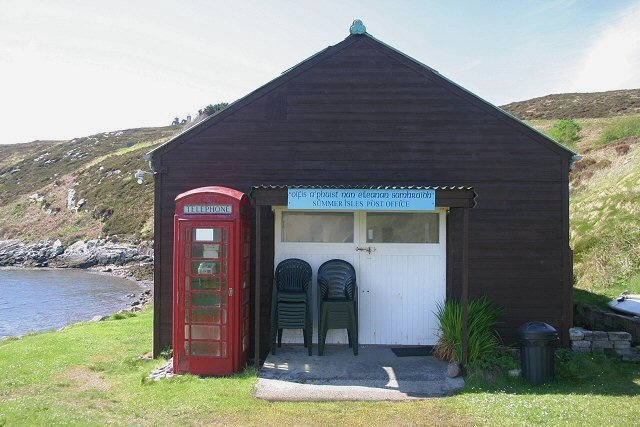

塔內拉莫爾島是蘇格蘭的島嶼，位於大西洋海域，屬於內赫布里底群島的一部分，面積3.1平方公里，是薩默群島最大的島嶼，最高點海拔高度124米，2001年人口僅5人。
58°0′40″N 5°24′30″W / 58.01111°N 5.40833°W

## 外部連結
- Summer Isles website （页面存档备份，存于）